# Don Burgess (pistard)
Donald Christopher Burgess, detto Don (Hendon, 8 febbraio 1933), è un ex pistard britannico.

## Palmarès
- Giochi olimpici

Helsinki 1952: bronzo nell'inseguimento a squadre.
Melbourne 1956: bronzo nell'inseguimento a squadre.